# Indykator DP-63
Indykator DP-63 – radziecki przyrząd dozymetryczny, używany między innymi w ludowym Wojsku Polskim, przeznaczony do rozpoznawania skażeń promieniotwórczych.

## Charakterystyka przyrządu
Indykator DP-63 był przyrządem dozymetrycznym przeznaczonym do wykrywania promieniowania jonizującego oraz pomiaru mocy dawki promieniowania w podzakresach: 0,1–1,5 R/h i 1–50 R/h. Był wyposażony w tranzystorową przetwornicę napięcia, w której niskie napięcie źródeł zasilania przetwarzane było w napięcie wysokie, niezbędne do zasilania dwóch liczników gazowych. Sprawność urządzenia można było sprawdzić wykorzystując do tego celu umieszczony pod licznikiem preparat beta-aktywny. Indykator znajdował się w obudowie z masy plastycznej, ważył 1,2 kg i przenoszony był w skórzanym futerale.